# T’aego sa
T'aego sa (태고사 Klasztor T'aego) – koreański klasztor.

## Historia klasztoru
Klasztor został wybudowany w 1341 roku na górze Samgak przez mistrza sŏn T’aego Pou. Początkowo była to tylko jego osobista pustelnia i nosiła nazwę Tong am (Wschodnia Pustelnia). W tym czasie odbudowywał i rozbudowywał klasztor Chunghŭng. Znajduje się na zachód od Yongam-bong (szczytu Yongam), ponad klasztorem Chunghŭng w granicach dawnej twierdzy Bukhan-Sansŏng (w jej południowej części) obok miasta Goyang i Narodowego Parku. Po śmierci T'aego zmieniono nazwę na T'aego sa.
Ten mały klasztor został zniszczony w czasie wojny koreańskiej. Odbudowano go w 1964 roku.
Jest to mały ale znaczący klasztor dla szkoły t'aego.

## Znane obiekty
- T'aegosa wonjŭng guksa t'apbi (Stela Narodowego Nauczyciela Wonjŭnga z klasztoru T'aego - 1385 rok) - Skarb nr 611

## Adres klasztoru
- 512-1 Haengjeong-ri, Jinsan-myeon (440 Cheongnimdong-ro), Geumsan, Chungcheongnam-do, Korea Południowa